# Kirstin Zeyer
Kirstin Berdina Zeyer (* 1967 in Münster) ist eine deutsche Philosophin und Hochschullehrerin.

## Leben
Nachdem sie von 1978 bis 1988 das Schillergymnasium Münster besucht hatte, studierte Zeyer von Oktober 1988 bis April 1997 an der Westfälischen Wilhelms-Universität Münster das Hauptfach Philosophie sowie Germanistik und Niederländisch als Nebenfächer. Im April 1987 erwarb sie den akademischen Grad einer Magistra Artium. Der Schwerpunkt ihres weiteren Philosophiestudiums lag bei der Erkenntnis- und Wissenschaftstheorie des 20. Jahrhunderts. Im Oktober 2004 promovierte sie an der Universität Münster mit dem Dissertationsthema Erkenntnistheorie im 20. Jahrhundert – Die kontroversen klassischen Positionen von Spicker, Cassirer, Hartmann, Dingler und Popper. 2005 ging sie nach Trier, um sich am Institut für Cusanus-Forschung an einem  Forschungsprojekt zur Sozialphilosophie zu beteiligen. Sie wechselte an die Kueser Akademie für Europäische Geistesgeschichte (heute: an der Cusanus-Hochschule) in Bernkastel-Kues, wo sie dem Bereich Wissenschaft angehörte und auch die Redaktion der Zeitschrift Coincidenta übernahm. Im April  2013 habilitierte sie sich an der Carl von Ossietzky Universität Oldenburg im Fach Philosophie mit der Habilitationsschrift Cusanus in Marburg – Hermann Cohens und Ernst Cassirers produktive Form der Philosophiegeschichtsaneignung.
Inzwischen ist sie Leiterin des Enzyklopädie-Projekts Spirituality International am Titus-Brandsma-Institut der Radboud-Universität Nijmegen. Zudem ist Zeyer seit März 2014 regelmäßig als Privatdozentin an der Carl von Ossietzky Universität Oldenburg tätig sowie seit Juni  2018 auch als Lehrkraft für besondere Aufgaben an der Cusanus Hochschule, Bernkastel-Kues. Kirstin Zeyer ist Mitglied des Kuratoriums der Hugo-Dingler-Stiftung und fungiert seit dem 8. März 2019 in der Nachfolge von Ulrich Hoyer als Vorsitzende des Stiftungsrats.

## Werke (Auswahl)
- Cusanus in Marburg. Hermann Cohens und Ernst Cassirers produktive Form der Philosophiegeschichtsaneignung. Aschendorff, Münster 2015 (= Texte und Studien zur europäischen Geistesgeschichte, Reihe B, Band 10).
- Paul Jostock (1895–1965). Christlicher Widerständler und Sozialreformer aus der Trierer Region. Eine Einführung in Leben und Werk. Roderer, Regensburg 2007 (= Philosophie Interdisziplinär, Band 20).
- Erkenntnistheorie im 20. Jahrhundert. Die kontroversen klassischen Positionen von Spicker, Cassirer, Hartmann, Dingler und Popper. Olms:  Hildesheim [u. a.] 2005 (= Studien u. Materialien zur Geschichte der Philosophie, Band 68). (Inhaltsverzeichnis, PDF)
- Die methodische Philosophie Hugo Dinglers und der transzendentale Idealismus Immanuel Kants. Mit einem Geleitwort von Ulrich Hoyer. Olms, Hildesheim [u. a.] 1999 (= Studien und Materialien zur Geschichte der Philosophie, Band 52).

Als Herausgeberin
- Jostock, Paul: Grundzüge der Soziallehre und der Sozialreform.  Herausgegeben, eingeleitet und mit Anmerkungen versehen. Regensburg 2006 (= Philosophie Interdisziplinär, Band 15).
- Soziale Gerechtigkeit. Zur Würdigung von Paul Jostock. Herausgegeben zusammen mit Harald Schwaetzer und Henrieke Stahl. Regensburg 2006 (= Philosophie Interdisziplinär, Band 18).
- Mitherausgeberin der Coincidentia. Zeitschrift für europäische Geistesgeschichte.